# 高鑫零售
高鑫零售有限公司（英語：Sun Art Retail Group Limited，港交所：6808）是德弘資本旗下的中國零售经营商公司，在中國大陸以「大潤發」品牌经营连锁超级市场业务。

## 历史

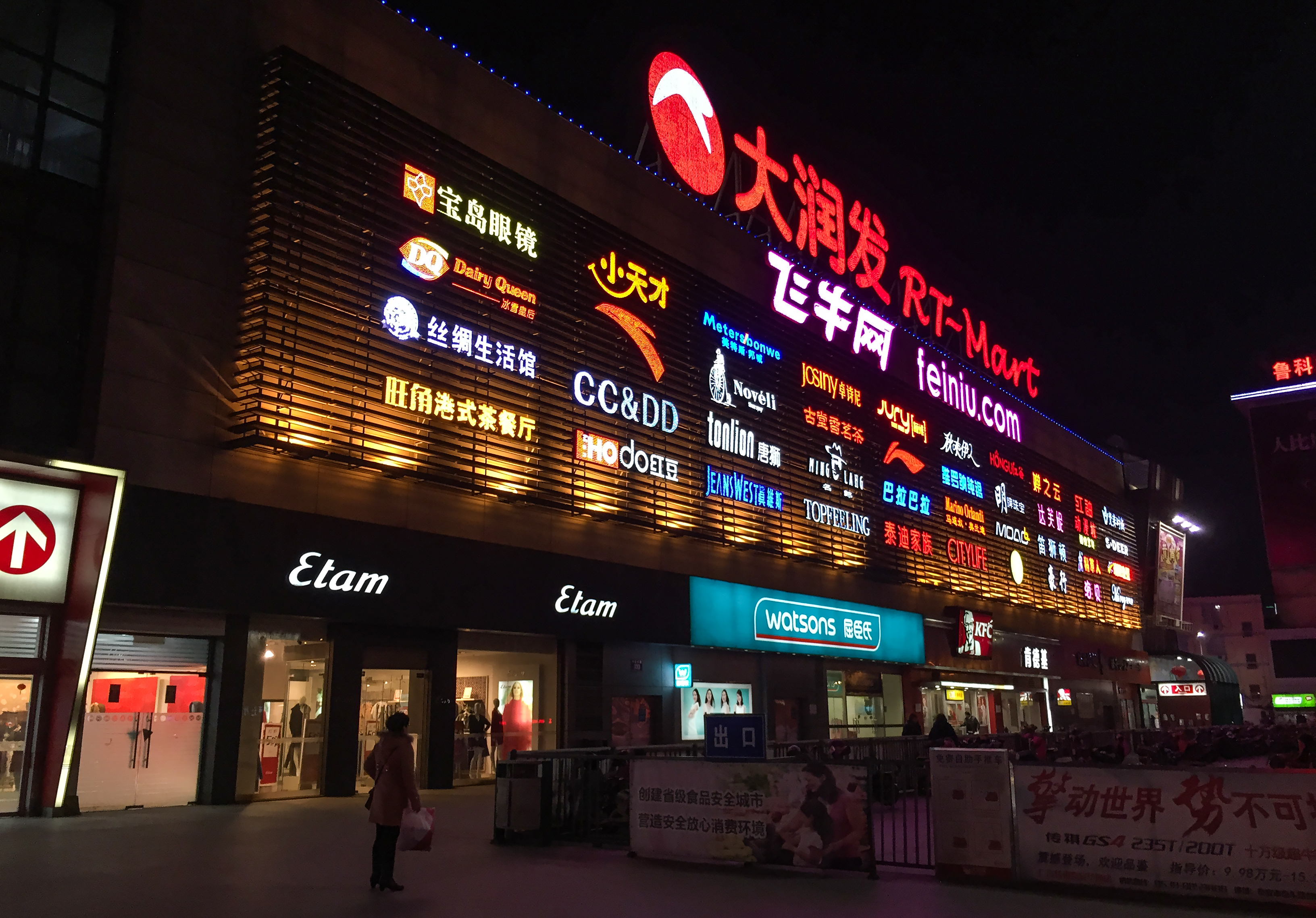
山東省泰安市的大潤發
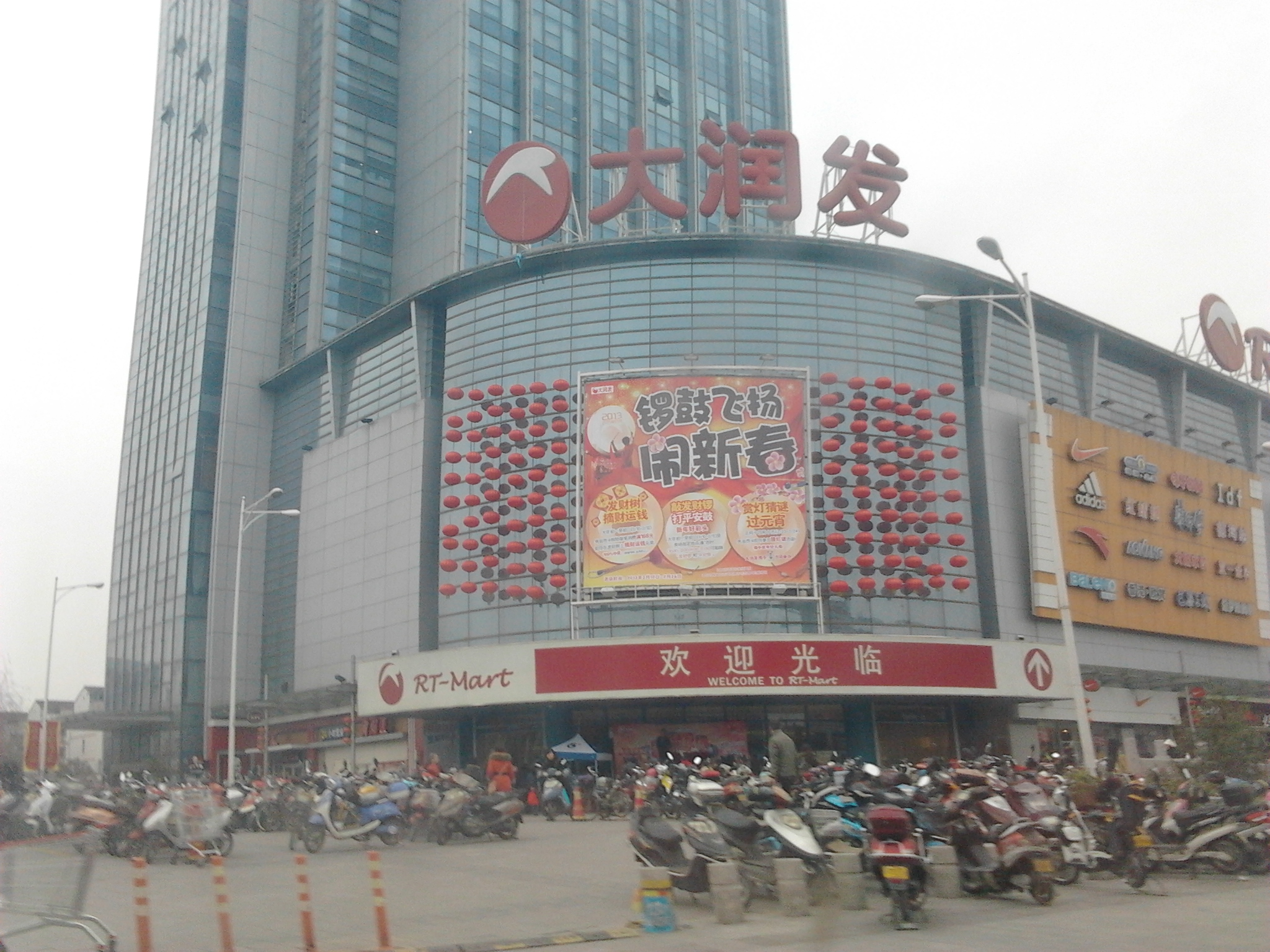
江蘇省蘇州市東環路的大潤發，為蘇州第一家大潤發，目前的門店為2009年重建
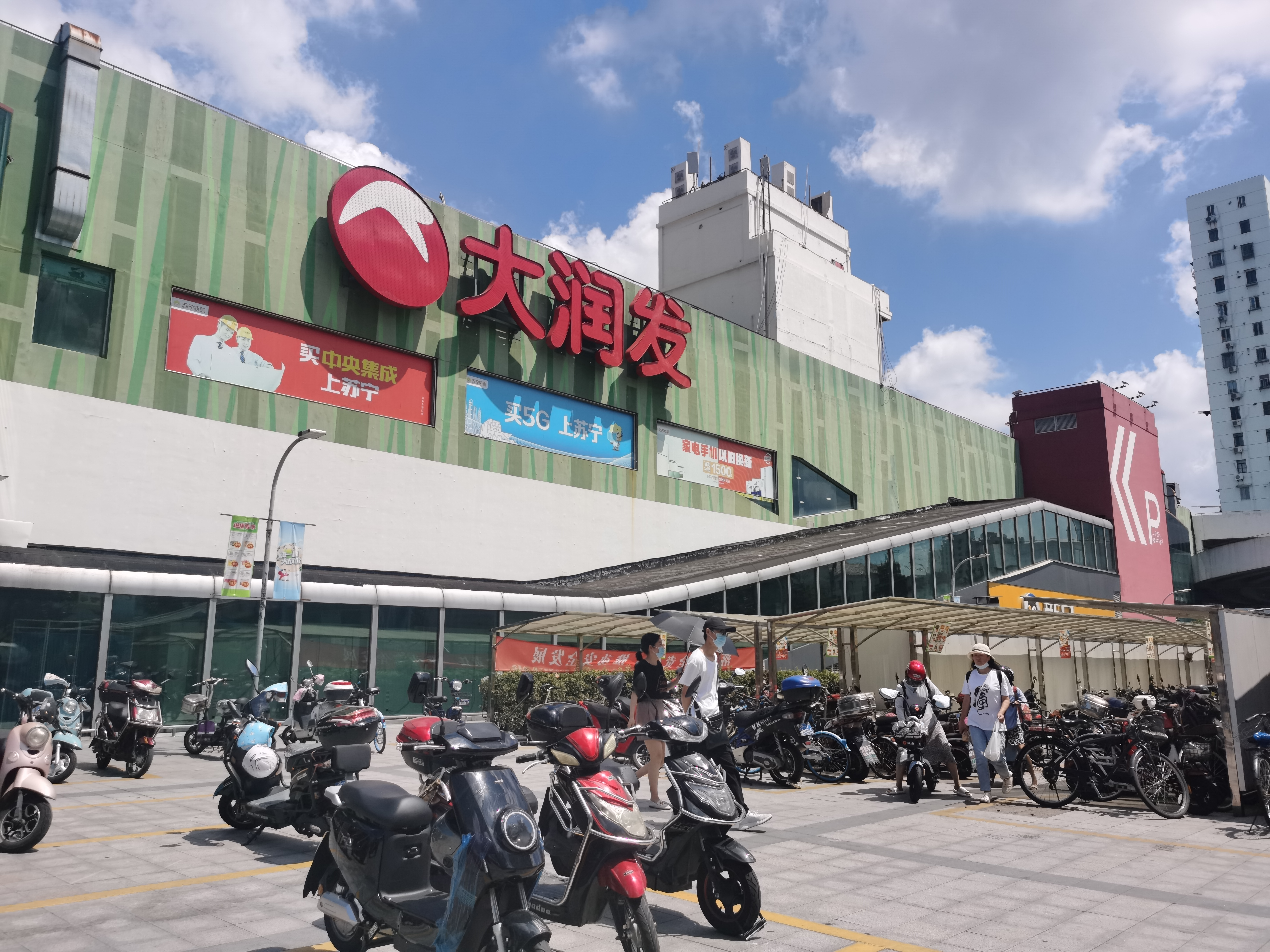
上海市杨浦区中原路上的大润发，其前身为1999年7月18日开业的中国首家欧尚超市[3]，2021年更名为大润发
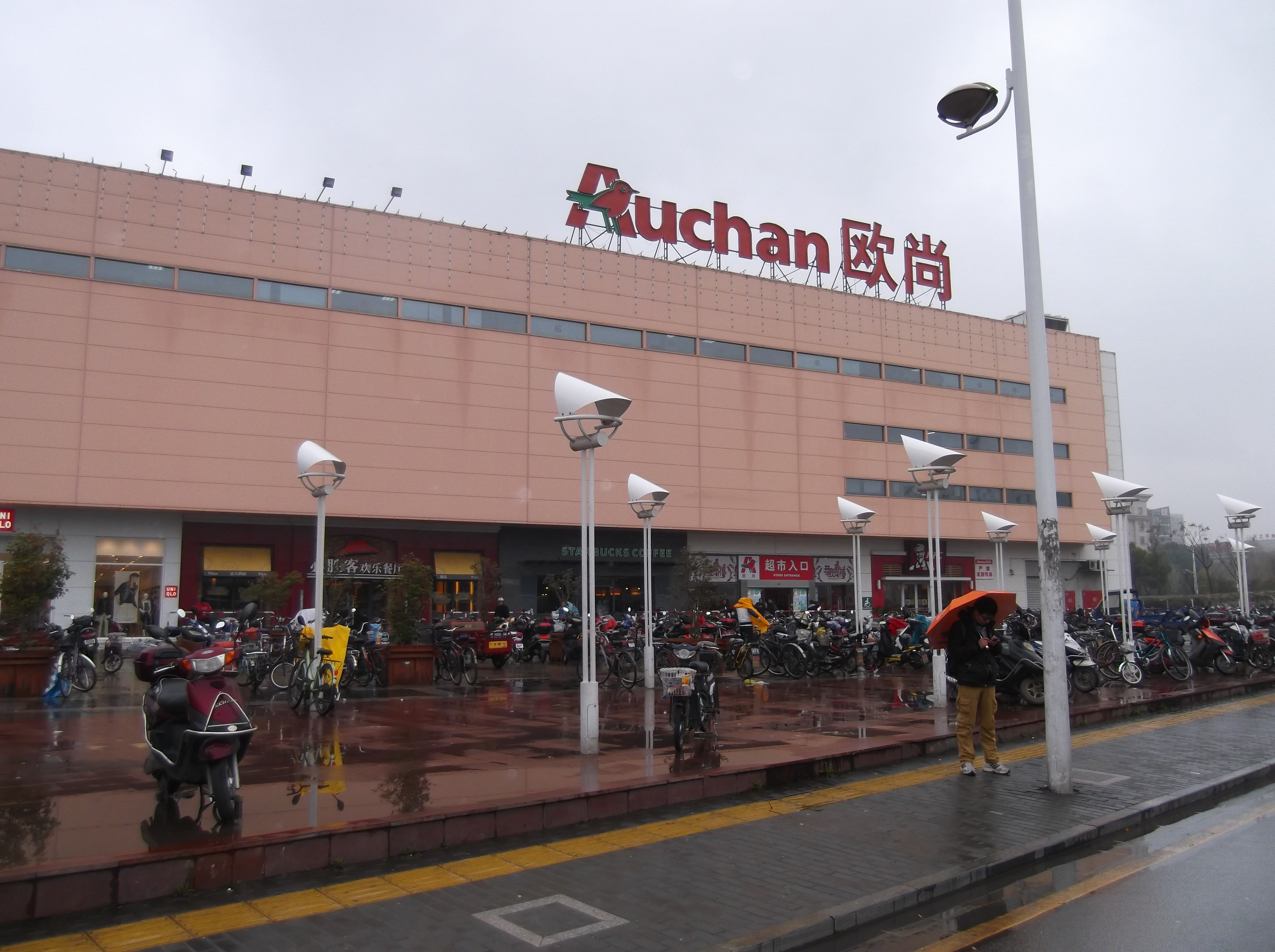
江蘇省南京市的歐尚

### 中國大潤發（1997年-）
- 1997年4月，台商潤泰企業集團旗下量販店大潤發進軍中國市場，設立「上海大潤發有限公司」。
- 2018年底，高鑫零售将中国欧尚的零售业务交由大润发托管[4]。2019年3月底，中国欧尚所有门店采购系统、营运系统与大润发全部打通[5]。
- 2021年，中国欧尚所有门店将陆续更名为大润发，预计于下半年完成改造[5]。

### 高鑫零售（2000年-）
2000年12月13日，台商潤泰企業集團、法商歐尚集團決定組織合營企業「高鑫零售」，在中國大陸共同經營「歐尚」及「大潤發」的品牌業務。其中，潤泰集團和歐尚共同成立的合資公司「吉鑫控股」持有「高鑫零售」59.16%股權；而歐尚又持有吉鑫51%股權，而潤泰則持有餘下的49%股權。歐尚和潤泰集團另外分別持有「高鑫零售」11.26%和18.91%的股份。
2011年，「高鑫零售」於香港進行公開招股，招股價介乎5.65至7.2港元，發售約11.44億股，最多集資約82.37億元。「高鑫零售」引入了9名基礎投資者，包括新加坡政府投資公司及老虎基金等。「高鑫零售」最終把招股價訂在7.2元，原訂于7月15日在香港联交所上市，但因招股書中過往的每股盈利出錯，而要延期至7月27日上市。
2017年2月，中國前三大電子商務業者，阿里巴巴集團、騰訊以及蘇寧雲商洽購高鑫零售。2017年11月20日，阿里巴巴集团以約224億港元向潤泰集团購股，成为「高鑫零售」第二大股东，歐尚集团亦增加於高鑫的持股。交易後，歐尚集团、阿里巴巴集团及潤泰集团於「高鑫零售」的经济权益分別約為36.18%、36.16%及4.67%。
2020年10月19日，阿里巴巴集团以約280亿港元向歐尚集团收购其持有「吉鑫控股」合计共70.94%的股权，交易完成后持有「高鑫零售」经济权益将增至72%，成为「高鑫零售」控股股东。
2021年5月11日宣布黄明端退休辞任首席执行官，但继续担任董事会主席，林小海接任首席执行官一职。
2025年1月1日晚，阿里巴巴集团公告称将出售高鑫零售73.66%的股份，德弘资本以131.38亿港元买下接手。

## 经营业务
- 大賣場：大潤發、歐尚超市（歐尚超市於2021年起陆续停用，更改為大潤發）
- 中型超市：大润发super（中润发）
- 小型超市：小润发（含原“盒小马”）
- 仓储式付费会员店：M会员商店

截至2023年9月30日止，高鑫零售在全國29個省市自治區內211個城市共擁有485家大賣場、19家中型超市、一家會員店，總建築面積約為1,379萬平方米。

## 爭議
- 2019年4月11日，中國浙江省杭州市一消費者投訴，其於4月9日下午在大潤發杭州店購買的鲜肉和鲜鸡蛋已过期變質，在返回交涉時發現超市仍然售賣過期的同款商品。[14]
- 中國一間大潤發賣場曾发布一则针对不同身高体重女性的尺码建议表文案，该文案尺码规格一栏中，S对应瘦，M对应美，L对应“烂”，XL对应“稀烂”，XXL对应“稀巴烂”。并特别提到，“仅限18-35岁女生，根据身材请先咨询客服”。 被指责是在侮辱和歧视女性。[15]2020年11月12日，中國大润发官方致歉称系措辞不当。但大润发的致歉被网友评价为恶意营销，再次引起网友对其的批判。[16]
- 2020年12月19日，中國遼寧省大連市一消費者發現其在餓了麼平台購買的大潤發超市出售的飯糰已過期10日。[17]
- 2021年8月16日，《新京报》报道中国山东省济南市大润发省博店将发臭的隔夜肉处理后作为特价肉售卖。当日，涉事商品均被下架[18]，公司也发表声明将在中国大陆各门店开展自查自纠工作[19]。8月28日，济南市市场监管局通报称，因销售发臭隔夜肉问题，大润发省博店被罚没近139万元人民币。该公司食品安全风险等级由A级调整为D级（最高级），纳入重点监管对象，撤销该公司相关荣誉称号，并将该公司列入严重违法失信企业名单，依法依规对其实施失信联合惩戒[20]。
- 2022年2月，中国江苏省昆山市一家大润发超市内，一名员工站在冷柜内，用脚踩冷冻货品。2月15日，在门店得知相关消息后，已于14日晚间将被踩冷柜内的货品全部下架，并集中销毁处理[21]。

## 外部連結
- 高鑫零售公司網站 （页面存档备份，存于）
- 高鑫零售招股章程 （页面存档备份，存于）
- 高鑫零售招股章程補充文件 （页面存档备份，存于）